# خروسلو (نصروان)
خروسلو (بالفارسية: خروسلو) هي قرية تقع في إيران في البلدة المركزية. يقدر عدد سكانها بـ 594 نسمة بحسب إحصاء 2016.